# Анимационерите
„Анимационерите“ е името на българска музикална група. Създадена е през февруари 1997 г. и става популярна на алтернативно-електронната българска музикална сцена през 2000 г. През 2000 г. получава награди за най-добър рок-алтернативен хит за песента „Красива Лулу“, а през 2002 г. за най-добър албум за албума „Плюс“. „Анимационерите“ са инициатори в създаването на първия български независим лейбъл „Жълта музика“.

## Основен състав
- Георги Згуров (Гурко) – вокали
- Николай Бекриев (Заека) – китара; текстове
- Цветан Методиев – синтезатори, аранжимент, програминг
- Марин Петров – бас китара
- Владимир Василев – барабани

## Сесийни и концертни членове
- Петър Борисов, Евден Димитров, Мартин Евстатиев[1] – бас китара
- Тодор Карастоянов, Даниел Петров, Георги Игнатов, Росен Ватев – барабани

## Дискография
- А (2000)
- Плюс (2003)
- Animacionerite (2016)